# Clavularia mollis
Clavularia mollis is een zachte koraalsoort uit de familie Clavulariidae. De koraalsoort komt uit het geslacht Clavularia. Clavularia mollis werd in 1906 voor het eerst wetenschappelijk beschreven door Thomson & Henderson. 